# Gonni
Gonni, pseudonimo di Iginio Gonich (anche conosciuto come Gino Gonni o Gonni Gonich; Capodistria, 1911 – Trieste, 2003), è stato un pittore, grafico e giornalista italiano.

## Biografia
Gonni nacque a Capodistria il 14 marzo 1911. Tra il 1930 e il 1931 lavorò come giornalista per L’Italia giovane, L’Umbria fascista e Il Popolo di Trieste. Tra il 1931 e il 1932 viaggiò in Austria e in Germania. Agli inizi degli anni Trenta si trasferì a Roma, dove iniziò a lavorare come grafico pubblicitario, cartellonista e pittore. Ebbe rapporti con Carlo Vittorio Testi e Filippo Tommaso Marinetti. Si unì ai futuristi, con i quali partecipò alla II Quadriennale di Roma nel 1935. L’anno seguente abbandonò il futurismo e riprese a viaggiare per l’Europa. Nel 1938 visse a Parigi, nel quartiere Montparnasse, dove venne a contatto con la pittura impressionista. Rientrato in Italia, nel 1940 venne arrestato per una “burla” ai danni di una statua e confinato ad Agnone. Nel 1942 si stabilì a Firenze. Cominciò da questo momento a tenere, quasi ogni anno, mostre personali, riscuotendo apprezzamenti da parte della critica. La sua pittura divenne un punto di passaggio tra figurativo e astratto. Espose nel 1948 alla V Quadriennale di Roma. Nell’estate del 1950, insieme a Renzo Baraldi, Ormanno Foraboschi, Beppe Lieto e altri artisti, diede vita a una sorta di cenacolo bohemien nella località di Procchio all’isola d’Elba. Continuò l’attività artistica fino alla fine degli anni Sessanta. Dal 1965 riprese l’attività giornalistica, scrivendo di arte e di viaggi su La Nazione, Il Resto del Carlino, L’Unione sarda, Il Corriere elbano, Lisola. Trascorse l’ultima parte della sua vita a Portoferraio. Sulla facciata della sua abitazione l’artista algerino Denis Martinez lasciò emblematiche pitture.

## Opere
Opere di Gonni sono conservate presso il MART di Rovereto, la Galleria Nazionale d'Arte Moderna di Roma, le Gallerie degli Uffizi di Firenze.